# 平野公三
平野 公三 （ひらの こうぞう、1956年6月15日 - ）は、日本の政治家。岩手県上閉伊郡大槌町町長（3期目）。前職は同町職員で、東日本大震災により当時の町長が死亡したため町長不在となっていた際に職務代理者を務めたことでも知られる。

## 来歴
安渡地区出身。駒澤大学法学部卒業。1980年に大槌町役場入庁。2010年、総務課主幹。2011年、総務課長。
2011年3月11日に東日本大震災が発生した際、当時の町長であった加藤宏暉が津波に巻き込まれて死亡した（3月19日遺体発見）。副町長である東梅政昭がただちに町長職務代理者となったが、東梅も同年6月20日をもって副町長の任期を満了したため両職とも退任となった。震災後に同町の総務課長へ昇格した平野はそのため、6月21日から8月末まで同職在任のまま町長職務代理者となった。同年11月、総務部長兼総務課長。2015年、会計管理者。同年4月末日、退職。
2015年8月の町長選挙で現職の碇川豊を破り当選し、大槌町長に就任。
2019年8月6日、任期満了に伴う町長選が告示され、立候補の届け出がほかになく、無投票で再選（2期目）。
2023年8月6日、任期満了に伴う町長選が投開票され、新人2人との争いを制し3選（3期目）。

## 略歴
- 1980年　大槌町役場入庁
- 2010年4月　総務課主幹
- 2011年4月　総務課長
  - 6月21日- 8月28日　町長職務代理者
  - 11月　総務部長兼総務課長
- 2015年4月　会計管理者
  - 4月30日　退職
  - 8月28日　大槌町長（1期目）
- 2019年8月　再選（2期目）
- 2023年8月　再選（3期目）

## 人物
- 趣味は野球審判
- 座右の銘は「人間万事塞翁が馬」